# Jeremiah Chase

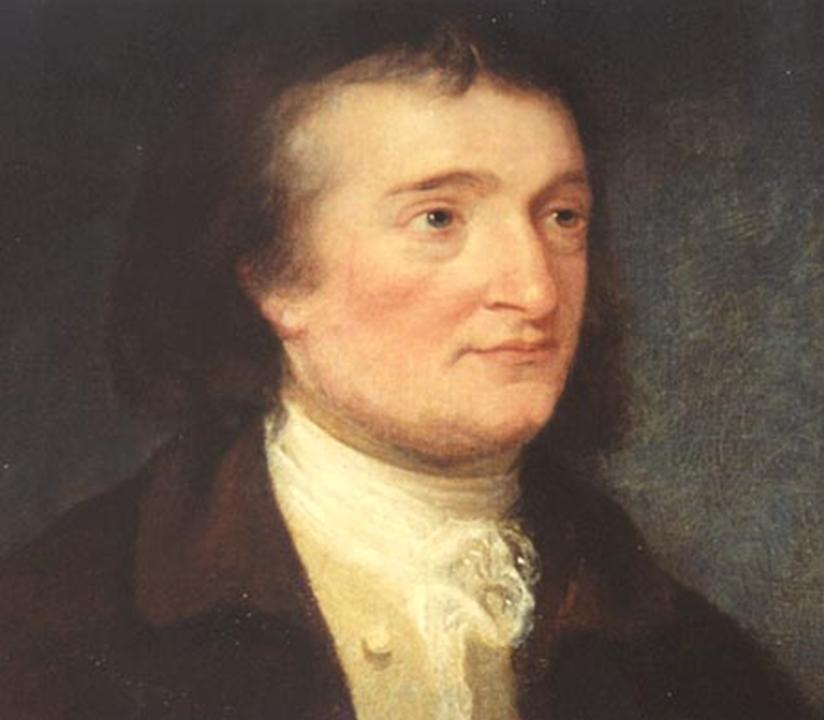
Jeremiah Chase

Jeremiah Townley Chase (* 23. Mai 1748 in Baltimore, Province of Maryland; † 11. Mai 1828 in Annapolis, Maryland) war ein US-amerikanischer Jurist und Politiker. In den Jahren 1783 und 1784 war er Delegierter für Maryland im Kontinentalkongress.

## Werdegang
Jeremiah Chase war ein Cousin von Samuel Chase (1741–1811) einem der Gründerväter der Vereinigten Staaten. Nach einem Jurastudium und seiner 1771 erfolgten Zulassung als Rechtsanwalt begann er in Annapolis und Baltimore in diesem Beruf zu arbeiten. In den 1770er Jahren schloss er sich der Revolutionsbewegung an. Im Jahr 1774 gehörte er dem Committees of Observation and Correspondence an. Zwei Jahre später war er Delegierter auf dem Verfassungskonvent des zukünftigen Staates Maryland. Seit 1779 lebte er permanent in Annapolis. 1783 wurde er Bürgermeister dieser Stadt. Zwischen 1780 und 1784 sowie nochmals von 1786 bis 1788 gehörte er zum Beraterstab des Gouverneurs.
In den Jahren 1783 und 1784 vertrat Jeremiah Chase seine Heimat im Kontinentalkongress. 1788 gehörte er der Versammlung an, die für Maryland die Verfassung der Vereinigten Staaten ratifizierte. Dabei war Chase zunächst gegen dieses Dokument, weil ihm die Erwähnung der Menschenrechte fehlte. Nach der Verabschiedung der Bill of Rights, in der diese verankert wurden, war er für die Bundesverfassung. Später unterstützte er die von Alexander Hamilton gegründete Föderalistische Partei. Zwischen 1789 und 1805 war Jeremiah Chase Richter am General Court im Anne Arundel County; von 1808 bis 1824 fungierte er als Vorsitzender Richter am Maryland Court of Appeals. Er starb am 11. Mai 1828.